# Rio Brustureţ
O Rio Brustureţ é um rio da Romênia afluente do Rio Ursita, localizado no distrito de Iaşi.